# Sonqori
El Soncori o Sonqori, también conocido como Túrquico Sonqori, es un dialecto del turco hablado junto al kurdo en Sonqor (Sunqur), en el este de Kermānšāh, en un valle grande separado del resto de Kurdistán.